# Schienengüterfernverkehrsnetzförderungsgesetz
Das deutsche Schienengüterfernverkehrsnetzförderungsgesetz regelt die Förderung von Ersatzinvestitionen in Schienenwege der Nichtbundeseigenen Eisenbahnen, die dem öffentlichen Schienengüterfernverkehr dienen. 
Es werden nichtbundeseigene Eisenbahninfrastrukturunternehmen (EIU) gefördert, auf deren Strecken Schienengüterverkehr über eine Entfernung von mehr als 50 Kilometern stattfinden kann. Dabei muss die Streckenhöchstgeschwindigkeit mindestens 30 Kilometer in der Stunde betragen und die zulässige Radsatzlast muss mindestens 20 Tonnen betragen. Förderfähig sind höchstens 50 Prozent der Investitions- und Planungskosten. In Niedersachsen gibt es den Sonderfall, dass bei einer Förderzusage des Bundes die Landesnahverkehrsgesellschaft weitere 40 % der Kosten übernimmt. Diese Anforderungen wurden auf Initiative des Bundesrates reduziert, um sie den Gegebenheiten der nicht bundeseigenen EIU anzupassen. 

## Fördervolumen
Seit 2013 waren jährlich 25 Millionen Euro Fördermittel im Bundeshaushalt zur Verfügung gestellt, die jedoch 2014 nicht ausgeschöpft wurden. Über die Bewilligung von Förderanträgen entscheidet das Eisenbahn-Bundesamt (EBA) auf Antrag.
Im Jahr 2015 konnten durch Übernahme von Ausgaberesten aus 2014 28,6 Millionen Euro Fördermittel ausgezahlt werden. Dabei belief sich das Antragsvolumen sogar auf 33,6 Millionen Euro. Nichtsdestotrotz hat der Haushaltsausschuss des Deutschen Bundestages Mitte November 2015 beschlossen, das jährliche Fördervolumen um 20 Prozent auf 20 Millionen Euro zu reduzieren. Vom Verband Deutscher Verkehrsunternehmen wird dies kritisiert, da der jährliche Bedarf der nichtbundeseigenen EIU nach dessen Umfragen bei 150 Millionen Euro im Jahr liegt. Deswegen wird ab 2017 ein jährliches Fördervolumen von mindestens 35 Millionen Euro als notwendig erachtet.

## Erste Erfahrungen
Das Statistische Bundesamt hat für die Jahre 2013 und 2014 eine Auswertung der Erfahrungen des EBA und von 25 Antragstellern sowie elf potentiellen Antragstellern im Umgang mit dem SGFFG gemacht. Dabei zeigte sich, dass die EIU das Gesetz prinzipiell positiv einschätzen, da mit den Fördermitteln die eigene Infrastruktur verbessert werden kann. Jedoch werden die Fördervoraussetzungen (vor allem Streckenhöchstgeschwindigkeit, Güterfernverkehr) kritisch gesehen. Die Vorhaltefristen (verbunden mit etwaigen Rückzahlungsverpflichtungen) werden für zu hoch und das Fördervolumen als zu niedrig empfunden.